# Lijst van voetbalinterlands Myanmar - Taiwan
Deze lijst van voetbalinterlands is een overzicht van alle officiële voetbalwedstrijden tussen de nationale teams van Myanmar en Taiwan (Chinees Taipei). De landen hebben tot op heden zeven keer tegen elkaar gespeeld. De eerste ontmoeting, een vriendschappelijke wedstrijd, werd gespeeld in Kuala Lumpur (Maleisië) op 30 augustus 1964. De laatste confrontatie, eveneens een vriendschappelijke wedstrijd, was op 19 maart 2019 in Yangon.

## Wedstrijden
| № | Plaats       | Datum            | Competitie                          | Wedstrijd                | Uitslag |
| - | ------------ | ---------------- | ----------------------------------- | ------------------------ | ------- |
| 1 | Kuala Lumpur | 30 augustus 1964 | Vriendschappelijk                   | Taiwan − Birma           | 4 − 2   |
| 2 | Kuala Lumpur | 24 augustus 1965 | Vriendschappelijk                   | Taiwan − Birma           | 1 − 3   |
| 3 | Kuala Lumpur | 20 augustus 1967 | Vriendschappelijk                   | Taiwan − Birma           | 2 − 1   |
| 4 | Teheran      | 12 mei 1968      | Azië Cup 1968                       | Birma − Taiwan           | 1 − 1   |
| 5 | Kuala Lumpur | 7 augustus 1970  | Vriendschappelijk                   | Taiwan − Birma           | 1 − 1   |
| 6 | Yangon       | 4 maart 2013     | AFC Challenge Cup 2014 kwalificatie | Myanmar − Chinees Taipei | 1 − 1   |
| 7 | Yangon       | 19 maart 2019    | Vriendschappelijk                   | Myanmar − Chinees Taipei | 0 − 0   |

## Samenvatting
| Competitie                     | Totaal gespeeld | Winst Myanmar | Gelijk | Winst Chinees Taipei | Doelsaldo Myanmar – Chinees Taipei |
| ------------------------------ | --------------- | ------------- | ------ | -------------------- | ---------------------------------- |
| Azië Cup                       | 1               | 0             | 1      | 0                    | 1 − 1                              |
| AFC Challenge Cup-kwalificatie | 1               | 0             | 1      | 0                    | 1 − 1                              |
| Vriendschappelijk              | 5               | 1             | 2      | 2                    | 7 − 8                              |
| Totaal                         | 7               | 1             | 4      | 2                    | 9 − 10                             |

MFF · 
A-internationals · 
Myanmarees vrouwenelftal
1951 – 1959 · 
1960 – 1969 · 
1970 – 1979 · 
1980 – 1989 · 
1990 – 1999 · 
2000 – 2009 · 
2010 – 2019 ·
2020 − 2029
Bahrein ·
Bangladesh ·
Bolivia ·
Brunei ·
Burundi ·
Cambodja ·
China ·
DDR ·
Filipijnen ·
Guam ·
Hongkong ·
India ·
Indonesië ·
Irak ·
Iran ·
Israël ·
Japan ·
Kirgizië ·
Koeweit ·
Laos ·
Lesotho ·
Libanon ·
Libië ·
Luxemburg ·
Macau ·
Malediven ·
Maleisië ·
Marokko ·
Mongolië ·
Nepal ·
Nieuw-Zeeland ·
Noord-Korea ·
Oman ·
Oost-Timor ·
Pakistan ·
Palestina ·
Qatar ·
Singapore ·
Sri Lanka ·
Syrië ·
Tadzjikistan ·
Taiwan ·
Thailand ·
Turkmenistan ·
Verenigde Arabische Emiraten ·
Vietnam ·
Zuid-Korea ·
Zuid-Vietnam
CTFA ·
Bondscoaches ·
vrouwenvoetbalelftal ·
Topscorers
Afghanistan ·
Australië ·
Bahrein ·
Bangladesh ·
Brunei ·
Cambodja ·
Fiji ·
Filipijnen ·
Grenada ·
Guam ·
Hongkong ·
India ·
Indonesië ·
Irak ·
Iran ·
Israël ·
Japan ·
Jordanië ·
Kenia ·
Kirgizië ·
Koeweit ·
Laos ·
Macau ·
Maleisië ·
Mongolië ·
Myanmar ·
Nepal ·
Nieuw-Zeeland ·
Noord-Korea ·
Oezbekistan ·
Oman ·
Oost-Timor ·
Pakistan ·
Palestina ·
Panama ·
Saint Kitts en Nevis ·
Salomonseilanden ·
Saoedi-Arabië ·
Singapore ·
Sri Lanka ·
Syrië ·
Thailand ·
Trinidad en Tobago ·
Turkmenistan ·
Vietnam ·
Zuid-Korea ·
Zuid-Vietnam